# Helicóptero de Leonardo da Vinci

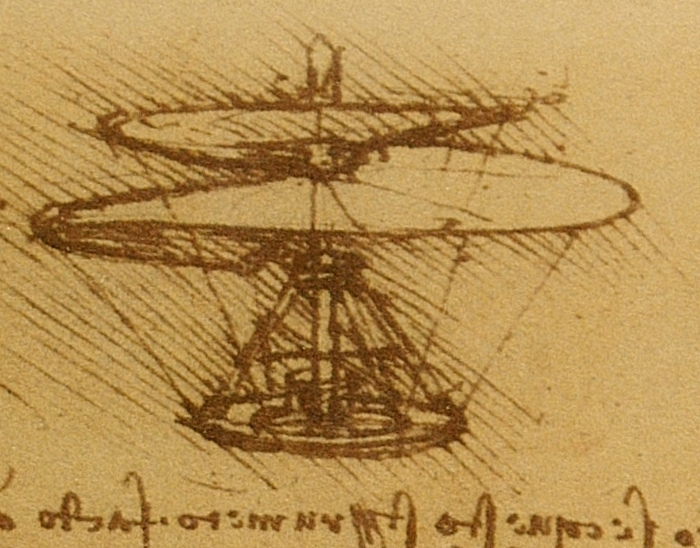
O "helicóptero" de Leonardo da Vinci.

O "helicóptero" de Leonardo da Vinci, ou parafuso helicoidal aéreo, ou simplesmente parafuso aéreo, foi mais um dos projetos extremamente inovadores de Leonardo da Vinci.
Esse projeto foi desenhado em 1493, 450 anos antes do que conhecemos hoje como um helicóptero, voasse pela primeira vez.

## Teoria da operação
Se considerarmos a designação de parafuso helicoidal aéreo, o nome já indica o princípio de funcionamento da máquina proposta por da Vinci. Uma estrutura feita de madeira tecido e arames, operada por uma equipe de quatro homens, e segundo seu próprio criador, foi assim descrito:
Leonardo da Vinci— Se este artefato em forma de parafuso for bem construído - ou seja, feito de linho recoberto com goma e girado rapidamente, o dito artefato em forma de parafuso vai "perfurar" o ar com sua espiral e subirá alto.
Infelizmente para da Vinci, as máquinas ainda não haviam sido inventadas, e o ser humano não teria nem de longe a relação peso potência necessária para produzir a energia necessária para superar a força da gravidade, isso sem contar o fato de que a matéria prima disponível na época faria com que a máquina tivesse um peso de cerca de uma tonelada.
O helicóptero de Leonardo da Vinci, é apenas mais um exemplo do seu brilhantismo em qualquer campo sobre o qual ele voltava sua atenção. A invenção do que conhecemos hoje como helicóptero, se deve muito à da Vinci e outros mestres da engenharia mecânica do passado.